# Флуорборати

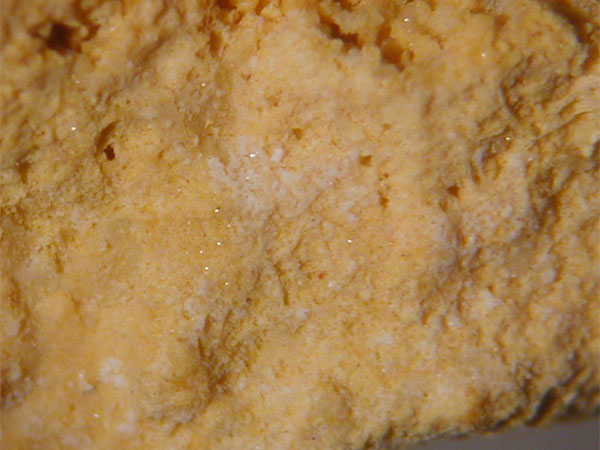
Авогадрит.

Флуорборати (рос. фторобораты, англ. fluorborates, нім. Fluor-Borate n pl) — мінерали, сполуки хімічних елементів з комплексом [BF4]-. Приклад: авогадрит — (K, Cs)[BF4].
Інша назва: борофлуориди.